# 9922 Catcheller
9922 Catcheller là một tiểu hành tinh vành đai chính. Nó có xoay quanh Mặt Trời một vòng mất 3,72 năm. Nó được liên hệ với gia đình Nysa các tiểu hành tinh.
Được phát hiện ngày 2 tháng 3 năm 1981 bởi Schelte Bus ở Đài thiên văn Siding Spring, nó được đặt tên tạm thời "1981 EO21". Sau đó nó được đổi tên thành "Catcheller", một hỗn thành ngữ của Joseph Heller và Catch-22, tiểu thuyết ông sáng tác, ngày the suggestion thuộc Brian Marsden.